# إريكو هايروز
إريكو هايروز (باليابانية: 廣瀬栄理子؛ بالكانا: ひろせ えりこ) هي لاعبة كرة الريشة يابانية، ولدت في 16 مارس 1985 في هيوغو في اليابان.

## وصلات خارجية
- إريكو هايروز على موقع BWF.tournamentsoftware.com (الإنجليزية)
- إريكو هايروز على موقع BWFbadminton.com (الإنجليزية)
- إريكو هايروز على موقع اللجنة الأولمبية الدولية (الإنجليزية)
- إريكو هايروز على موقع أوليمبيديا (الإنجليزية)